# Senhor Fantástico
O Senhor Fantástico é o alter ego de Reed Richards, um super-herói da Marvel Comics e o líder do Quarteto Fantástico.  
Seu corpo é dotado de uma incrível flexibilidade, podendo se esticar, se contrair ou se deformar como quiser. Graças a sua elasticidade, ele também pode devolver ataques e resistir a tiros, quedas e outros impactos. Apesar disso, Reed Richards tem as mesmas fraquezas que a borracha: enfraquece quando exposto ao calor extremo e racha quando exposto a temperaturas abaixo de 0° C. Outras variações de seus poderes incluem a expansão de seus pulmões, permitindo que ele mantenha sua respiração mais longa, ajustar a distância entre sua córnea e sua retina para ampliar sua visão e mover os músculos de sua face para alterar a aparência.
Reed Richards também é o ser humano mais inteligente do Universo Marvel e um inventor prolífico graduado em Física e Engenharia Mecatrônica.

## História
Reed Richards nasceu em Central City, Califórnia, filho de Nathaniel e Evelyn. Assim como o filho viria a ser, Nathaniel era um gênio renomado. Reed era uma criança superdotada e se formou pela primeira vez ainda na adolescência. Estudou em várias universidades de prestígio, desde o Instituto de Tecnologia da Califórnia até a Universidade de Harvard.
Na Universidade Empire State, ele foi colega de quarto de Benjamim J. Grimm. Reed já havia começado a projetar uma nave capaz de viajar pelo hiperespaço. Quando contou o que pretendia ao amigo este, brincando, se ofereceu para pilotar o veículo.
Quando Reed passou a estudar na Universidade Columbia, alugou um quarto numa pensão que era propriedade da tia de uma garota chamada Susan Storm. Eles se apaixonaram imediatamente. Ainda em Columbia ele conheceu um outro brilhante estudante chamado Victor Von Doom. Quando conheceu Richards, Doom viu nele a primeira pessoa capaz de lhe rivalizar intelectualmente. Com o tempo, Doom passou a invejar Richards cada vez mais. Determinado a provar que era o melhor, Doom conduziu experimentos arriscados que acabaram queimando seu corpo e o levando a tornar-se o Doutor Destino.
Em seguida, Richards foi para Harvard, onde recebeu o doutorado em física e engenharia elétrica com apenas 22 anos de idade. Após passar seis anos trabalhando para os militares Reed começou a usar o dinheiro de sua família, assim como fundos do governo, para financiar sua pesquisa. A nave começou a ser construída em Central City. Susan Storm estava morando nas redondezas e tornou-se noiva de Reed. Ben Grimm acabou sendo mesmo requisitado para pilotar a nave. A essa altura ele já era um piloto de testes e astronauta de sucesso.
Quando o governo ameaçou cortar os fundos Reed, Ben, Sue (Susan) e seu irmão Johnny Storm decidiram se esgueirar até a nave e realizar seu primeiro voo. Apesar de todos saberem que nem todos os testes tinham sido realizados, Reed estava certo de que a nave era segura.
Quando a nave passou pelo Cinturão de Van Allen ela foi bombardeada por uma dose quase letal de radiação cósmica. Reed não havia levado em conta um nível anormal de radiação. A radiação danificou a blindagem insuficiente da nave, e não houve outra escolha a não ser voltar imediatamente para a Terra. Depois do pouso forçado a tripulação descobriu que seus corpos foram modificados drasticamente, ganhando superpoderes. O de Reed em particular tornou-se elástico, capaz de se esticar e contrair nas mais variadas formas. Foi por sugestão dele que o grupo decidiu usar as habilidades recém-adquiridas para servir a humanidade como o Quarteto Fantástico.
Para auxiliar nesse objetivo, o Senhor Fantástico criou equipamentos e veículos como as roupas de moléculas instáveis, feitas sob medida para não serem danificadas pelos poderes do grupo. Passou também a pesquisar um meio de reverter a mutação de Ben Grimm, pela qual se considera responsável. Essa é uma das poucas conquistas científicas que ele ainda não alcançou, visto que consegue inventar quase qualquer coisa.
O Quarteto Fantástico já se deparou com várias versões alternativas do Senhor Fantástico. Uma delas habitava a anti-Terra e tinha a capacidade de se transformar num monstro de pele púrpura chamado de Bruto. O Bruto já chegou a vir à Terra e prender o verdadeiro Senhor Fantástico na Zona Negativa, assumindo seu lugar. Ele tentou aprisionar também o Coisa e o Tocha Humana, mas foi desmascarado pela Mulher Invisível que resgatou seu noivo, prendendo o Bruto no lugar.
Outro Reed Richards alternativo enlouqueceu após falhar em salvar sua realidade de Galactus. Ele se dedicou a viajar a outras realidades para destruir todas as outras versões de Reed Richards. O primeiro encontro dele com o Quarteto foi numa outra realidade, onde eles presenciaram a morte de versões mais jovens deles mesmos. Quando veio parar na realidade do Quarteto Fantástico, ele tentou destruí-la usando o Nulificador Total, mas foi impedido pelo Vigia.
Só após inúmeras aventuras é que Reed veio a se casar com sua noiva, a Mulher Invisível. Seu primeiro filho, Franklin Richards, veio a possuir poderes jamais vistos, tornando-se capaz de alterar a própria realidade.
Num certo momento da cronologia do universo Marvel o Senhor Fantástico foi dado como morto pelas mãos do Doutor Destino. Na verdade, ele foi transportado para um mundo alienígena por um ser chamado Hyperstorm, onde vagou por cerca de um ano. Após esse tempo os membros remanescentes do Quarteto conseguiram chegar ao mesmo local, acompanhados pelo Homem-Formiga e Namor. Ao reencontrar Reed o restante do Quarteto foi atacado por ele. Depois de tanto tempo exilado o Senhor Fantástico acabou convencido de que seria impossível para seus amigos reencontrá-lo, e portanto aqueles seriam apenas impostores. Após ser convencido da identidade de seus companheiros, Reed partiu em busca de Galactus pois sabia ser ele o único capaz de derrotar Hyperstorm naquele momento.
Pouco depois desse arco de histórias ocorreu o evento Massacre Marvel, no qual os principais heróis da editora enfrentaram o vilão Massacre. Vários desses heróis - incluindo o Quarteto, os Vingadores e o Hulk - teriam morrido no último esforço para derrotar Massacre, não fosse a intervenção de Franklin Richards que conseguiu criar uma realidade alternativa para eles habitarem. Durante essa saga (que no Brasil foi publicada sob o nome de Heróis Renascem) o Quarteto reviveu vários momentos de sua vida. Enquanto isso, na verdadeira Terra, o grupo de pretensos heróis conhecidos como Thunderbolts arrasou o Four Freedoms Plaza, deixando os heróis sem uma base quando retornaram do universo paralelo. Eles foram obrigados a usar o galpão onde Reed armazenava equipamentos como QG, rebatizado de Pier 4.
Universo Ultimate
Na realidade alternativa conhecida como universo ultimate (terra 1610) Reed Richards se tornou o senhor fantástico ainda jovem, porém sua carreira heroica não durou muito, após as consequências do Ultimato e o fim de seu relacionamento com Sue, Reed acaba se tornando um vilão psicótico conhecido como O criador

### Marvel Zombies
É revelado por seu arqui-inimigo Victor Von Doom (Doutor Destino) que Reed Richards já estudava o vírus zombie e acreditava que o mesmo (o vírus) seria o próximo passo para evolução humana. Por essa razão ele não apenas se infecta de maneira proposital como também convence o restante do quarteto a se auto infectar também, sendo que os mesmo foram um dos primeiros heróis fora dos Vingadores a se tornar zumbis.

## Poderes e Habilidades
A partir da irradiação de raios cósmicos, Reed Richards ganhou elasticidade sobre-humana. Ele tem a capacidade de converter todo o seu corpo em um estado altamente maleável à vontade, permitindo que ele se estique, se deforme e se transforme em praticamente qualquer forma. Richards tem sido visto como capaz de utilizar sua forma de alongamento de várias maneiras ofensivas e defensivas, como se comprimir em uma bola e ricochetear nos inimigos, achatar-se em um trampolim ou paraquedas para pegar um companheiro em queda ou inflar-se em um bote salva-vidas para ajudar em um resgate de água. Ele pode deliberadamente transformar suas mãos em armas estilo martelo e maça.
Ele também pode ser perfurado com força incrível, achatado, esmagado e ainda reformar ou sobreviver sem qualquer forma de lesão suficiente.
O controle de Reed sobre sua forma foi desenvolvido a tal ponto que ele foi capaz de alterar radicalmente suas características faciais e toda sua forma física para passar entre humanos e não humanos despercebidos e não reconhecidos. Ele até se moldou nas formas de objetos inanimados, como uma caixa de correio. Ele raramente usa seus poderes de maneira tão indigna. No entanto, ele parece não ter escrúpulos em esticar os ouvidos, assumir a forma de um dinossauro, tornar-se um trampolim humano ou encher as mãos em brinquedos da piscina para divertir seus filhos.
A demonstração mais extrema dos poderes de Reed é quando, em um ponto, ele foi capaz de aumentar seu tamanho e massa para proporções semelhantes às de Coisa, o que também aumentou sua força física. 
Assumir e manter essas formas costumava exigir um esforço extremo. Devido a anos de treinamento físico e mental, Reed agora pode realizar esses feitos à vontade. Seus poderes (e os do Fantasma Vermelho ) também foram aumentados quando foram expostos a uma segunda dose de raios cósmicos. Manter a forma humana normal do corpo exige um certo grau de concentração contínua. Quando Reed está relaxado e distraído, seu corpo parece "derreter em câmera lenta", de acordo com Susan Storm. Estar forçado a extremos durante um curto espaço de tempo (por uma máquina do tipo puxador de taffy ou um personagem forte, por exemplo) faz com que Reed sofra dores intensas e a perda temporária de sua resiliência elástica natural. Ele também possui outras fraquezas; um grande choque em seu corpo — por exemplo, como Doutor Destino quando ele constrói em torno dele — pode deixar seu corpo tão emborrachado que ele perde o controle motor. Energia suficiente pode reduzi-lo a um estado líquido no qual ele está imóvel.
A força do Senhor Fantástico vem mais dos poderes de sua mente do que dos poderes de seu corpo; de fato, ele disse uma vez ao Homem-Aranha que considerava seus poderes de alongamento dispensáveis em comparação com seu intelecto. Algumas histórias sugerem que seu intelecto pode ter sido impulsionado por seus poderes, uma vez que ele visitou um universo alternativo onde seu outro eu nunca havia sido exposto a raios cósmicos e era notavelmente menos inteligente que ele, embora puramente versões humanas de Reed que são tão ou mais inteligentes que ele foram mostradas, particularmente entre o Conselho de Reeds. Tony Stark comentou que a capacidade de Reed de aumentar seu cérebro fisicamente (através de seus poderes elásticos) lhe dá uma vantagem, embora isso pareça ser mais uma piada. Dito isto, cenas da mesma edição mostram Reed "inflando" seu crânio enquanto calcula a potência do implante cardíaco com bateria de repulsor de Tony.
Durante toda a sua história de publicação, o Senhor Fantástico foi descrito como um dos personagens mais inteligentes do Universo Marvel. Um visionário teórico e um inspirado máquina smith, ele fez avanços em campos tão variados como a viagem espacial, viagem no tempo, viagem extra-dimensional, bioquímica, robótica, computadores, polímeros sintéticos, comunicações, mutações, transporte, holografia, geração de energia, entre outros. No entanto, ele nunca tem medo de admitir quando outros têm mais experiência em certos campos do que ele, como reconhecer que o Doutor Octopus possui maior conhecimento de radiação, Hank Pym é um bioquímico superior ou que o Homem-Aranha pode ter uma perspectiva da biologia em que ele não seria capaz de pensar, já que sua experiência é em física. Richards ganhou Ph.Ds em Matemática, Física e Engenharia. Suas patentes são tão valiosas que ele é capaz de bancar a Fantastic Four, Inc., sem qualquer estresse financeiro indevido. O controle da mente raramente é eficaz para ele e, quando funciona, desaparece mais cedo do que em uma pessoa normal, devido ao que ele descreve como uma "consciência elástica". No entanto, essa inteligência pode ser uma desvantagem em suas relações com a magia, pois exige uma intensa lição do Doutor Strange e enfrenta a ameaça de seu filho ser preso no Inferno por Reed, para reconhecer plenamente que a chave para o uso mágica era aceitar que ele nunca iria entender.
Richards também é um lutador talentoso devido a seus anos de experiência em combate com o Quarteto Fantástico, e ganhou faixa-preta em Judô, como um dos poucos mestres do judô, ele é o mestre de Atemi-Waza (técnicas de golpe no corpo).
Após a crise no Mundo de Batalha, Reed adquiriu os poderes dos Beyonders que antes eram detidos por Doom, mas ele confia na criatividade de seu filho Franklin e em novos poderes para ajudá-lo a recriar o multiverso depois que as incursões destruíram os outros universos paralelos.

## Em outras mídias

### Desenhos Animados
- Sua primeira aparição foi na animação Fantastic Four de 1967, sendo dublado por Gerald Mohr. Também protagoniza outras duas animações de mesmo nome, uma de 1978 e outra de 1994, respectivamente com as vozes de Mike Road e Beau Weaver.[2]
- É um dos protagonistas da série animada Fantastic Four: World's Greatest Heroes, sendo encarnado por Hiro Kanagawa.[2]
- Aparece no desenho do Homem-Aranha de 1994, dublado por Cam Clarke.[2]
- Tem uma aparição no desenho animado The Super Hero Squad Show, com a voz de James Masters.[2]
- Aparece em Hulk e os Agentes de S.M.A.S.H., sendo dublado por Robin Atkin Downes.[2]
- Reed aparece no desenho animado The Avengers: Earth's Mightiest Heroes onde é dublado por Dee Bradley Baker.[3]

### Filmes

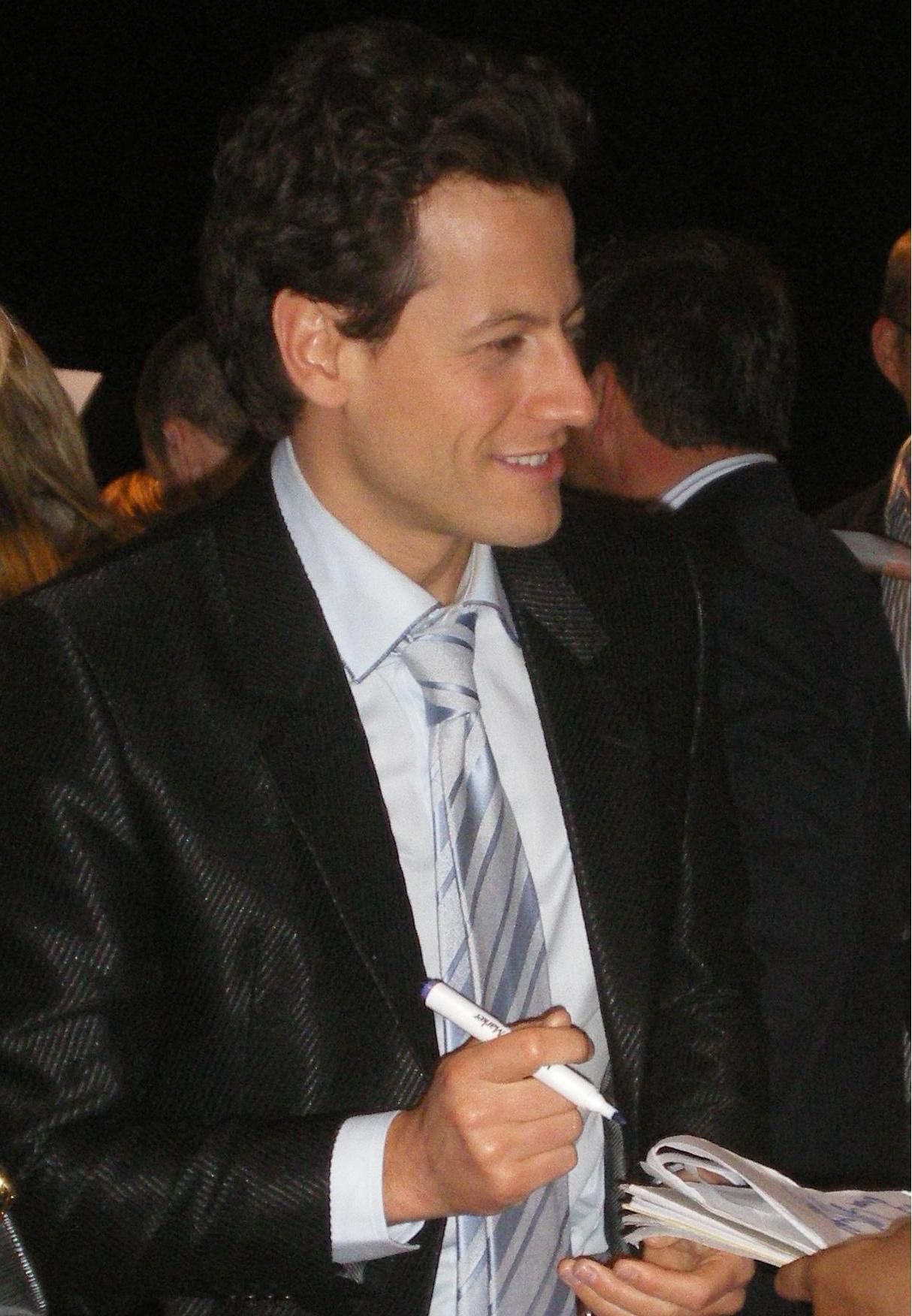
Ioan Gruffudd interpretou o personagem no filme Quarteto Fantástico, de 2005

- O filme inédito de 1994 O Quarteto Fantástico apresentou Alex Hyde-White como Senhor Fantástico.[4]
- No cinema foi interpretado por Ioan Gruffudd nos filmes "Quarteto Fantástico (2005)" (2005) e "Quarteto Fantástico e o Surfista Prateado" (2007). Na continuidade do filme, inicialmente, Reed Richards é um cientista brilhante, mas tímido e pedante que, apesar de sua compreensão genial das ciências e de ser (como é descrito no segundo filme) "uma das maiores mentes do século XXI ", é fiscalmente incompetente e à beira da falência, forçando-o a buscar investimentos de Victor von Doom (na continuidade do filme um cientista rival e empresário de sucesso) para promover seus projetos. Pelos eventos de Fantastic Four: Rise of the Silver Surfer, Reed, junto com seus companheiros de equipe, é um super-herói e celebridade reconhecido internacionalmente. O status de celebridade de Reed às vezes sobe à sua cabeça, como quando ele cede à sedução de três mulheres sensuais que conhece em um bar. Reed e Sue agora estão noivos, embora Reed tenha problemas para não se distrair de seu casamento iminente (que é estabelecido como a quinta tentativa que eles fizeram).[5][6]

- No filme de 2015, foi interpretado por Miles Teller.[7] Em tenra idade, Reed Richards e Ben Grimm trabalham em um projeto de teletransporte que chama a atenção do diretor da Fundação Baxter, Franklin Storm. Reed ajuda a criar o Portal Quântico que leva ele, Ben, Johnny Storm e Victor von Doom ao Planeta Zero. Os efeitos do Planeta Zero dão a Reed a capacidade de se esticar. Culpando-se pelo incidente enquanto estava detido em uma instalação do governo, Reed escapa e permanece incógnito. Depois de ser encontrado pelos militares um ano depois, Reed é levado para a Área 57, onde é persuadido a ajudar a consertar o Portão Quântico. As coisas pioram quando Victor ressurge e planeja usar o Planeta Zero para remodelar a Terra. Depois que ele, Ben, Johnny e Susan derrotam Victor, eles permanecem juntos, pois Reed é quem cria o nome do grupo.

#### Universo Cinematográfico Marvel
- Uma versão de universo alternativo de Reed Richards aparece no filme Doutor Estranho no Multiverso da Loucura, interpretado por John Krasinski. Esta versão é um membro dos Illuminati da Terra-838.[8] Ele também é um dos fundadores do Quarteto Fantástico. É o dono da Baxter Foundation de seu universo onde Christine Palmer da Terra-838 trabalha como funcionária.

### Videogames
Em Marvel: Ultimate Alliance, o Senhor Fantástico é jogável em todas as plataformas, sendo que seu ataque extremo é o Orbital Attack e suas roupas são: Ultimate, Original, New Marvel e Classic. E também em Marvel: Ultimate Alliance 2 sendo jogável em todas as plataformas, e entre outros jogos do Quarteto fantástico.